# Borbo
Borbo är ett släkte av fjärilar. Borbo ingår i familjen tjockhuvuden.

## Bildgalleri

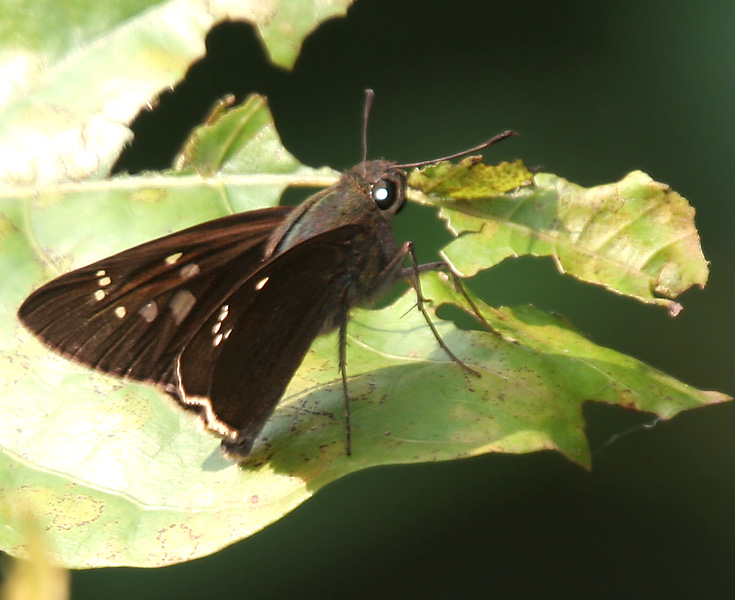

## Dottertaxa tillBorbo, i alfabetisk ordning[1]
- Borbo aequalis
- Borbo aures
- Borbo auritinctus
- Borbo barnesi
- Borbo binga
- Borbo bipunctata
- Borbo borbonica
- Borbo caesia
- Borbo cana
- Borbo chagwa
- Borbo cingala
- Borbo cinnara
- Borbo colaca
- Borbo contigualis
- Borbo continentalis
- Borbo detecta
- Borbo dondo
- Borbo elisa
- Borbo falarus
- Borbo fallatus
- Borbo fallax
- Borbo fanta
- Borbo ferruginea
- Borbo gemella
- Borbo gemina
- Borbo guttana
- Borbo havei
- Borbo holli
- Borbo holtzii
- Borbo impar
- Borbo kaka
- Borbo karschi
- Borbo kilwa
- Borbo laraca
- Borbo lavella
- Borbo lavinia
- Borbo liana
- Borbo lugens
- Borbo maranga
- Borbo micans
- Borbo morella
- Borbo perobscura
- Borbo plana
- Borbo pyrrobaphes
- Borbo ratek
- Borbo rougeoti
- Borbo saruna
- Borbo saturata
- Borbo senegalensis
- Borbo sidata
- Borbo sinnis
- Borbo sirena
- Borbo tetragraphus
- Borbo trigemina
- Borbo urejus
- Borbo weymeri
- Borbo xylus
- Borbo zelleri